# 2MASS J01225093−2439505
Désignations
2MASS J01225093-2439505 est une étoile de séquence principale de type M, c’est-à-dire une naine rouge, située à environ 36 parsecs (117 année-lumières) du Soleil. Sa température de surface est de 3 530 ± 50 K et sa masse est de 40 % celle de notre étoile. Âgée de 120 millions d’années, elle est beaucoup plus jeune que le Soleil. Elle appartient au groupe mouvant de AB Doradus.

## Système planétaire
En 2013 est découverte par imagerie directe 2MASS J01225093−2439505 b. D’une masse estimée à 24,5 masses joviennes, c'est une naine brune ou une planète gazeuse super-jovienne. Beaucoup plus massive que Jupiter, elle est également dix fois plus éloignée de son étoile (52 au) que la première l'est du Soleil.